# Marco Belinelli
Marco Stefano Belinelli (San Giovanni in Persiceto, 25 de marzo de 1986) es un exjugador de baloncesto italiano que disputó 23 temporadas como profesional. Con 1,96 de altura, jugaba en la posición de escolta. Se convirtió en el primer jugador italiano en ganar un campeonato de la NBA, al hacerlo con los San Antonio Spurs en 2014.

## Carrera

### Europa
Marco Belinelli debutó con la Virtus Bolonia en la temporada 2001-02, coincidiendo en el equipo con Manu Ginóbili. La 2002-03 sería la última con la Virtus. En la temporada 2003-04 fichó por el equipo rival de Bolonia, la Fortitudo Bolonia, donde jugó hasta la 2006-07. Desde entonces, empezó a dar muestras de su potencial en la 2003-04, donde promedió 6.5 puntos en la Serie A, ganando el título de liga y la copa. Esa temporada también disputó el Europeo sub-18, donde tuvo grandes actuaciones. Un año después jugó el Europeo sub-20, donde promedió 16.6 puntos.
Explotó en la temporada 2005-06, con 13.2 puntos tanto en Liga como en Euroliga, con un 41 % y un 43.9 % en triples, respectivamente. Durante el verano de 2006, participó con Italia en el Mundial de Japón 2006, donde promedió 13.5 puntos incluyendo un partido de 25 puntos ante Estados Unidos.
Se consagró en la 2006-07 con 16.4 puntos en Liga y 12.9 en Euroliga, dando el salto al draft de la NBA.
En 2016 fue MVP de la Trentino Basket Cup.

### NBA
Belinelli fue elegido por Golden State Warriors en el puesto 18 de 1.ª ronda del draft de 2007.
Su primer encuentro en la NBA fue ante Utah Jazz el 30 de octubre de 2007, anotando 6 puntos en 12 minutos. El 30 de julio de 2009 fue traspasado a Toronto Raptors a cambio de Devean George. El 11 de agosto de 2010 fue traspasado a los New Orleans Hornets a cambio de Julian Wright.
El 24 de julio de 2012, Belinelli firmó con Chicago Bulls.
El 10 de julio de 2013, Belinelli firmó con los San Antonio Spurs.
El 15 de febrero de 2014, Belinelli ganó el Concurso de Triples de la NBA en el All-Star Weekend de la NBA de 2014. En las Finales de la NBA de 2014, se proclamó campeón de la NBA con los San Antonio Spurs, convirtiéndose en el primer jugador italiano en ganar un anillo de la NBA.
El 3 de julio de 2015 llega a un acuerdo con Sacramento Kings para jugar por 3 años y 19 millones de dólares como cifra en el contrato. El 7 de julio de 2016 es traspasado a Charlotte Hornets a cambio de los derechos sobre Malachi Richardson.
El 20 de junio de 2017, Belinelli fue traspasado junto a Miles Plumlee y la elección 41 del Draft de la NBA de 2017 a los Atlanta Hawks a cambio de Dwight Howard y la elección 31 del mismo draft. El 9 de febrero de 2018, tras 52 encuentros, es cortado por los Hawks. Pero el 12 de febrero firma con Philadelphia 76ers por lo que resta de temporada. En ese momento se convirtió en el jugador no estadounidense que había jugado para más equipos NBA (9).
El 20 de julio de 2018, Belinelli firma de nuevo con San Antonio Spurs.

### Vuelta a Europa
Después de dos años en San Antonio, el 26 de noviembre de 2020, ficha por el Virtus Bolonia de la Serie A italiana.
Tras cinco años en Bolonia, el 18 de agosto de 2025 y con 39 años, anuncia su retirada como profesional.

## Estadísticas de su carrera en la NBA

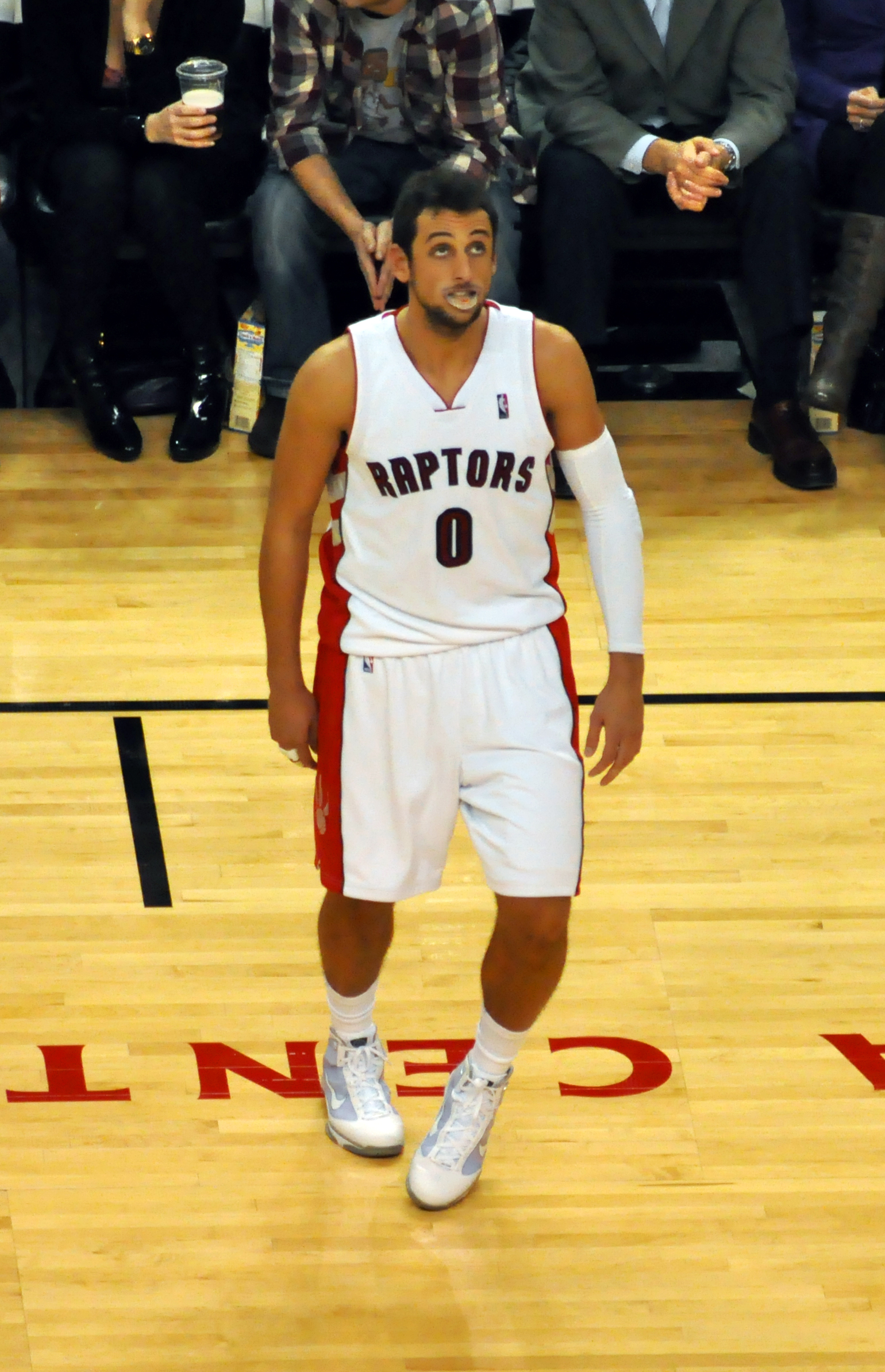
Bellinelli, con la camiseta de los Raptors.

|  | Denota temporada en la que ganó el campeonato de la NBA |

### Temporada regular
| Año     | Equipo       | PJ  | PT  | MPP  | %TC  | %3P  | %TL  | RPP | APP | ROB | TPP | PPP  |
| ------- | ------------ | --- | --- | ---- | ---- | ---- | ---- | --- | --- | --- | --- | ---- |
| 2007-08 | Golden State | 33  | 0   | 7.3  | .387 | .390 | .778 | .4  | .5  | .2  | .0  | 2.9  |
| 2008-09 | Golden State | 42  | 23  | 21.0 | .442 | .397 | .769 | 1.7 | 2.1 | .9  | .0  | 8.9  |
| 2009-10 | Toronto      | 66  | 1   | 17.0 | .406 | .380 | .835 | 1.4 | 1.3 | .6  | .1  | 7.1  |
| 2010-11 | New Orleans  | 80  | 69  | 24.5 | .437 | .414 | .784 | 1.9 | 1.2 | .5  | .1  | 10.5 |
| 2011-12 | New Orleans  | 66  | 55  | 29.8 | .417 | .377 | .783 | 2.6 | 1.5 | .7  | .1  | 11.8 |
| 2012-13 | Chicago      | 73  | 27  | 25.8 | .395 | .357 | .839 | 1.9 | 2.0 | .6  | .1  | 9.6  |
| 2013-14 | San Antonio  | 80  | 25  | 25.2 | .485 | .430 | .847 | 2.8 | 2.2 | .6  | .1  | 11.4 |
| 2014-15 | San Antonio  | 62  | 9   | 22.4 | .423 | .374 | .848 | 2.5 | 1.5 | .5  | .0  | 9.2  |
| 2015-16 | Sacramento   | 68  | 7   | 24.6 | .386 | .306 | .833 | 1.7 | 1.9 | .5  | .0  | 10.2 |
| 2016-17 | Charlotte    | 74  | 0   | 24.0 | .429 | .362 | .893 | 2.4 | 2.0 | .6  | .1  | 10.5 |
| 2017-18 | Atlanta      | 52  | 1   | 23.3 | .411 | .372 | .927 | 1.9 | 2.0 | .9  | .1  | 11.4 |
| 2017-18 | Philadelphia | 28  | 1   | 26.3 | .495 | .385 | .870 | 1.8 | 1.6 | .7  | .3  | 13.6 |
| 2018-19 | San Antonio  | 79  | 1   | 23.0 | .413 | .372 | .903 | 2.5 | 1.7 | .4  | .1  | 10.5 |
| 2019-20 | San Antonio  | 57  | 0   | 15.5 | .392 | .376 | .828 | 1.7 | 1.2 | .2  | .0  | 6.3  |
| Total   | Total        | 860 | 219 | 22.7 | .424 | .376 | .846 | 2.1 | 1.7 | .6  | .1  | 9.7  |

### Playoffs
| Año   | Equipo       | PJ | PT | MPP  | %TC  | %3P  | %TL   | RPP | APP | ROB | TPP | PPP  |
| ----- | ------------ | -- | -- | ---- | ---- | ---- | ----- | --- | --- | --- | --- | ---- |
| 2011  | New Orleans  | 6  | 6  | 28.8 | .365 | .308 | 1.000 | .8  | .7  | .8  | .0  | 9.7  |
| 2013  | Chicago      | 12 | 7  | 27.1 | .411 | .340 | .879  | 2.9 | 2.6 | .4  | .0  | 11.1 |
| 2014  | San Antonio  | 23 | 0  | 15.5 | .444 | .421 | .955  | 2.3 | .8  | .1  | .0  | 5.4  |
| 2015  | San Antonio  | 7  | 0  | 16.6 | .513 | .467 | .846  | 1.9 | 1.4 | .3  | .0  | 9.3  |
| 2018  | Philadelphia | 10 | 0  | 27.3 | .406 | .348 | .871  | 2.1 | 2.0 | .7  | .0  | 12.9 |
| 2019  | San Antonio  | 7  | 0  | 18.7 | .368 | .381 | .833  | 1.9 | 1.1 | .0  | .3  | 5.9  |
| Total | Total        | 65 | 13 | 21.1 | .416 | .375 | .890  | 2.1 | 1.4 | .3  | .0  | 8.5  |